# Sam Larsson (politiker)
Axel Samuel (Sam) Emanuel Larsson, i riksdagen kallad Larsson i Ulriksdal, född 30 september 1883 i Uppsala, död 24 december 1945 i Ulriksdal, Solna, var en svensk ämbetsman och politiker (folkpartist). Han var Sveriges socialminister 1930–1932.

## Biografi
Efter mogenhetsexamen 1904 studerade Larsson statsvetenskap vid Uppsala universitet, där han blev fil. kand. 1910. Han gjorde därefter karriär i olika ämbetsverk, bland annat som föreståndare för Järnvägsstyrelsens statistik 1915 och byråchef i Kontrollstyrelsen från 1920. Han var landstingsman för Stockholms län 1918–1926 samt från 1939. 
Åren 1930–1932 var han socialminister i C.G. Ekmans andra regering och Felix Hamrins regering, och fick i denna befattning hantera flera svåra sociala problem som framkallats genom den ekonomiska depressionen. Han kom även att få kritik, särskilt från vänsterhåll, för sin roll i de så kallade Ådalshändelserna i maj 1931, då han som högste ansvarige (motsvarande inrikesminister) tagit beslutet att inkalla militären för att skydda strejkbrytarna i Ådalen. Därefter var han tillförordnad chef för Kontrollstyrelsen 1933–1934 och generaldirektör för Riksförsäkringsanstalten från 1935. Han anlitades i ett stort antal statliga utredningar.
Larsson var riksdagsledamot i första kammaren 1933–1945 för Västernorrlands läns och Jämtlands läns valkrets och tillhörde Frisinnade landsföreningens riksdagsgrupp Frisinnade folkpartiet, efter återföreningen 1935 ersatt av Folkpartiet. I riksdagen var han bland annat ledamot i andra lagutskottet 1933–1937 och i utrikesutskottet 1938–1944. Han var också ordförande i Folkpartiets förstakammargrupp 1938–1944.
Som riksdagsledamot engagerade han sig bland annat i socialpolitiska frågor. Han tillhörde särskilda utskottet för krisfrågorna vid 1933 års riksdag. Larsson studerade ingående rusdryckslagstiftningen i olika länder och deltog verksamt i kampen mot spritsmugglingen. Han var ordförande i 1932 års arbetslöshetsförsäkringskommitté.

### Privatliv
Sam Larsson var son till akademivaktmästaren Carl Axel Larsson och Vilhelmina Katarina, född Grandin. Han gifte sig 1914 med Karin Ingeborg Elmén.
Sam Larsson var aktiv i Templarorden.